# Бечик, Варлен Леонидович
Варле́н Леони́дович Бе́чик (бел. Варле́н Леані́давіч Бе́чык; псевдонимы — Барэйка, В., Варлен, Б., Мігай, Лаўрэн; 1939—1985) — белорусский советский литературовед, критик. Кандидат филологических наук (1974). Лауреат литературной премии Союза писателей Белорусской ССР имени И. Мележа (1987). Член Союза писателей СССР (1971).

## Биография
Родился в учительской семье в деревне Острошицкий Городок Минского района Минской области, Белорусской ССР) (мать — Л. Л. Короткая, участник Великой Отечественной войны, кандидат филологических наук, преподаватель БГУ в 1955—1994 годах).
После окончания Белорусского государственного университета имени В. И. Ленина (1960) преподавал белорусский и русский язык и литературу в Плисской средней школе Смолевичского района Минской области. В 1962—1966 годах — аспирант кафедры белорусской литературы БГУ имени В. И. Ленина. С 1966 по 1971 годы — литературный сотрудник редакции газеты «Літаратура і мастацтва» и литературного журнала «Нёман». С 1972 года — научный сотрудник Института литературы имени Янки Купалы Академии наук Белорусской ССР. С 1981 года — заместитель главного редактора издательства «Мастацкая літаратура».
Умер 13 ноября 1985 года.

## Научная деятельность
Публиковался с 1959 года. В 1974 году защитил диссертацию кандидата филологических наук («Поэзия Аркадия Кулешова : Становление и развитие творческой индивидуальности»). Занимался проблемами гражданственности и художественности литературы, изучал творчество Я. Купалы, А. Кулешова, В. Хадыки, А. Дударя, П. Бровки, П. Панченко, А. Пысина, А. Вертинского, Р. Бородулина.

## Награды
- Литературная премия Союза писателей Белорусской ССР имени И. Мележа за книгу «Прад высокаю красою… : літаратурна-крытычныя артыкулы» (1987).